# Artem Bjesjedin
Artem Jurijovyč Bjesjedin (in ucraino Артем Юрійович Бєсєдін?; Charkiv, 31 marzo 1996) è un calciatore ucraino, attaccante del Líšeň.

## Carriera

### Club
Prodotto del vivaio della Dinamo Kiev, prima di esordire in prima squadra viene girato in prestito al Metalist per fare esperienza. A marzo del 2016 viene richiamato da Serhij Rebrov ed esordisce con la Dinamo in campionato contro il Karpaty. L'anno seguente, complice il trasferimento a stagione in corso di Júnior Moraes, gioca con più continuità realizzando 10 reti. Segna il suo primo gol il 6 dicembre 2016, aprendo le marcature in occasione della vittoria per 6-0 contro il Beşiktaş in Champions League.

### Nazionale
Dopo aver fatto la trafila nelle varie nazionali giovanili, il 15 novembre 2016 esordisce con la nazionale maggiore nella partita amichevole disputata con la Serbia, vinta per 2-0, subentrando a Roman Zozulja. L'11 giugno 2017 segna la sua prima rete con la maglia dell'Ucraina contribuendo alla vittoria per 2-1 contro la Finlandia, nel match valido per le qualificazioni al campionato mondiale di calcio 2018.
Il 30 aprile 2021 viene inserito nei preconvocati per gli europei. In giugno viene confermato nella lista dei 26 finali. Il 29 giugno, durante il primo tempo supplementare dell'ottavo di finale poi vinto contro la Svezia, subisce un duro tackle da parte del difensore Danielson, che a seguito di ciò viene espulso. Gli esami strumentali diagnosticano un danno parziale al legamento crociato posteriore e ai legamenti laterali interni ed esterni, oltre a una frattura non scomposta dei condili femorali, che lo costringeranno a chiudere anzitempo il torneo.

## Statistiche

### Presenze e reti nei club
Statistiche aggiornate al 27 luglio 2021.
| Stagione           | Squadra            | Campionato         | Campionato | Campionato | Coppe nazionali | Coppe nazionali | Coppe nazionali | Coppe continentali | Coppe continentali | Coppe continentali | Altre coppe | Altre coppe | Altre coppe | Totale | Totale | Totale |
| Stagione           | Squadra            | Comp               | Pres       | Reti       | Comp            | Pres            | Reti            | Comp               | Pres               | Reti               | Comp        | Pres        | Reti        | Pres   | Reti   |        |
| ------------------ | ------------------ | ------------------ | ---------- | ---------- | --------------- | --------------- | --------------- | ------------------ | ------------------ | ------------------ | ----------- | ----------- | ----------- | ------ | ------ | ------ |
| lug.-dic. 2014     | Dinamo Kiev        | PL                 | 0          | 0          | KU              | 0               | 0               | UEL                | 0                  | 0                  | SU          | 0           | 0           | 0      | 0      |        |
| mar.-giu. 2015     | Metalist           | PL                 | 4          | 1          | KU              | 1               | 0               | -                  | -                  | -                  | -           | -           | -           | 5      | 1      |        |
| lug.-dic. 2015     | Metalist           | PL                 | 8          | 0          | KU              | 1               | 0               | -                  | -                  | -                  | -           | -           | -           | 9      | 0      |        |
| Totale Metalist    | Totale Metalist    | Totale Metalist    | 12         | 1          |                 | 2               | 0               |                    | -                  | -                  |             | -           | -           | 14     | 1      |        |
| mar.-giu. 2016     | Dinamo Kiev        | PL                 | 1          | 0          | KU              | 0               | 0               | UCL                | 0                  | 0                  | -           | -           | -           | 1      | 0      |        |
| 2016-2017          | Dinamo Kiev        | PL                 | 22         | 9          | KU              | 2               | 0               | UCL                | 3                  | 1                  | SU          | 0           | 0           | 27     | 10     |        |
| 2017-2018          | Dinamo Kiev        | PL                 | 23         | 6          | KU              | 4               | 2               | UCL+UEL            | 0+8                | 0                  | SU          | 1           | 0           | 36     | 8      |        |
| 2018-2019          | Dinamo Kiev        | PL                 | 12         | 2          | KU              | 0               | 0               | UCL+UEL            | 3+2                | 1+0                | SU          | 1           | 0           | 18     | 3      |        |
| 2019-2020          | Dinamo Kiev        | PL                 | 13         | 8          | KU              | 1               | 0               | UCL+UEL            | 2+6                | 0                  | SU          | 1           | 0           | 23     | 8      |        |
| 2020-2021          | Dinamo Kiev        | PL                 | 12         | 5          | KU              | 3               | 1               | UCL+UEL            | 0+3                | 0                  | SU          | 0           | 0           | 18     | 6      |        |
| 2021-2022          | Dinamo Kiev        | PL                 | 0          | 0          | KU              | 0               | 0               | UCL                | 0                  | 0                  | SU          | 0           | 0           | 0      | 0      |        |
| 2022-2023          | Dinamo Kiev        | PL                 | 0          | 0          | -               | -               | -               | UCL                | 2                  | 0                  | SU          | 0           | 0           | 2      | 0      |        |
| Totale Dinamo Kiev | Totale Dinamo Kiev | Totale Dinamo Kiev | 83         | 30         |                 | 10              | 3               |                    | 29                 | 2                  |             | 3           | 0           | 125    | 35     |        |
| Totale carriera    | Totale carriera    | Totale carriera    | 95         | 31         |                 | 12              | 3               |                    | 29                 | 2                  |             | 3           | 0           | 139    | 36     |        |

### Cronologia presenze e reti in nazionale
| Cronologia completa delle presenze e delle reti in nazionale ― Ucraina | Cronologia completa delle presenze e delle reti in nazionale ― Ucraina | Cronologia completa delle presenze e delle reti in nazionale ― Ucraina | Cronologia completa delle presenze e delle reti in nazionale ― Ucraina | Cronologia completa delle presenze e delle reti in nazionale ― Ucraina | Cronologia completa delle presenze e delle reti in nazionale ― Ucraina | Cronologia completa delle presenze e delle reti in nazionale ― Ucraina | Cronologia completa delle presenze e delle reti in nazionale ― Ucraina |
| Data                                                                   | Città                                                                  | In casa                                                                | Risultato                                                              | Ospiti                                                                 | Competizione                                                           | Reti                                                                   | Note                                                                   |
| ---------------------------------------------------------------------- | ---------------------------------------------------------------------- | ---------------------------------------------------------------------- | ---------------------------------------------------------------------- | ---------------------------------------------------------------------- | ---------------------------------------------------------------------- | ---------------------------------------------------------------------- | ---------------------------------------------------------------------- |
| 15-11-2016                                                             | Charkiv                                                                | Ucraina                                                                | 2 – 0                                                                  | Serbia                                                                 | Amichevole                                                             | -                                                                      | 62’                                                                    |
| 24-3-2017                                                              | Zagabria                                                               | Croazia                                                                | 1 – 0                                                                  | Ucraina                                                                | Qual. Mondiali 2018                                                    | -                                                                      | 85’                                                                    |
| 6-6-2017                                                               | Graz                                                                   | Ucraina                                                                | 0 – 1                                                                  | Malta                                                                  | Amichevole                                                             | -                                                                      | 46’                                                                    |
| 11-6-2017                                                              | Tampere                                                                | Finlandia                                                              | 1 – 2                                                                  | Ucraina                                                                | Qual. Mondiali 2018                                                    | 1                                                                      | 75’                                                                    |
| 2-9-2017                                                               | Charkiv                                                                | Ucraina                                                                | 2 – 0                                                                  | Turchia                                                                | Qual. Mondiali 2018                                                    | -                                                                      | 70’                                                                    |
| 5-9-2017                                                               | Reykjavík                                                              | Islanda                                                                | 2 – 0                                                                  | Ucraina                                                                | Qual. Mondiali 2018                                                    | -                                                                      | 71’                                                                    |
| 9-10-2017                                                              | Kiev                                                                   | Ucraina                                                                | 0 – 2                                                                  | Croazia                                                                | Qual. Mondiali 2018                                                    | -                                                                      | 78’                                                                    |
| 23-3-2018                                                              | Marbella                                                               | Arabia Saudita                                                         | 1 – 1                                                                  | Ucraina                                                                | Amichevole                                                             | -                                                                      | 85’                                                                    |
| 27-3-2018                                                              | Liegi                                                                  | Giappone                                                               | 1 – 2                                                                  | Ucraina                                                                | Amichevole                                                             | -                                                                      |                                                                        |
| 31-5-2018                                                              | Ginevra                                                                | Marocco                                                                | 0 – 0                                                                  | Ucraina                                                                | Amichevole                                                             | -                                                                      | 46’                                                                    |
| 3-6-2018                                                               | Zurigo                                                                 | Albania                                                                | 1 – 4                                                                  | Ucraina                                                                | Amichevole                                                             | -                                                                      | 46’                                                                    |
| 14-11-2019                                                             | Zaporižžja                                                             | Ucraina                                                                | 1 – 0                                                                  | Estonia                                                                | Amichevole                                                             | -                                                                      |                                                                        |
| 17-11-2019                                                             | Belgrado                                                               | Serbia                                                                 | 2 – 2                                                                  | Ucraina                                                                | Qual. Euro 2020                                                        | 1                                                                      | 77’                                                                    |
| 23-5-2021                                                              | Kharkiv                                                                | Ucraina                                                                | 1 – 1                                                                  | Bahrein                                                                | Amichevole                                                             | -                                                                      | 46’                                                                    |
| 3-6-2021                                                               | Dnipro                                                                 | Ucraina                                                                | 1 – 0                                                                  | Irlanda del Nord                                                       | Amichevole                                                             | -                                                                      | 46’ 90+2’                                                              |
| 7-6-2021                                                               | Charkiv                                                                | Ucraina                                                                | 4 – 0                                                                  | Cipro                                                                  | Amichevole                                                             | -                                                                      | 67’                                                                    |
| 17-6-2021                                                              | Bucarest                                                               | Ucraina                                                                | 2 – 1                                                                  | Macedonia del Nord                                                     | Euro 2020 - 1º turno                                                   | -                                                                      | 70’                                                                    |
| 21-6-2021                                                              | Bucarest                                                               | Ucraina                                                                | 0 – 1                                                                  | Austria                                                                | Euro 2020 - 1º turno                                                   | -                                                                      | 85’                                                                    |
| 29-6-2021                                                              | Glasgow                                                                | Svezia                                                                 | 1 – 2 dts                                                              | Ucraina                                                                | Euro 2020 - Ottavi di finale                                           | -                                                                      | 91’ 101’                                                               |
| Totale                                                                 |                                                                        | Presenze                                                               | 19                                                                     |                                                                        | Reti                                                                   | 2                                                                      |                                                                        |

## Palmarès

### Club

#### Competizioni nazionali
- Campionato ucraino: 2

Dinamo Kiev: 2015-2016, 2020-2021
- Supercoppa d'Ucraina: 4

Dinamo Kiev: 2016, 2018, 2019, 2020
- Coppa d'Ucraina: 2

Dinamo Kiev: 2019-2020, 2020-2021